# آندي ساندل
آندي ساندل (بالإنجليزية: Andy Sandell)‏ (مواليد 8 سبتمبر 1983)، لاعب كرة قدم إنجليزي يلعب في مركز الوسط الهجومي مع نادي روتشديل في الدوري الإنجليزي الممتاز والمنتخب الإنجليزي.

## روابط خارجية
- آندي ساندل على Soccerbase